# Sequía en Somalia de 2021
La sequía en Somalia inició a partir de 2021, luego de cuatro temporadas de lluvia fallidas consecutivas, más de 2,3 millones de personas enfrentaron escasez de alimentos en Somalia. Más del 80% del país sufre una severa sequía. En las zonas afectadas, hasta el 20 % de la población ha sufrido escasez de agua, alimentos y pastos, lo que ha desplazado a unas 100.000 personas.

## Causas
El cambio climático es una de las principales causas del aumento de los peligros relacionados con el clima.

## Impacto
Se espera que la mayoría de las áreas agrícolas sufran pérdidas de cosechas, y hay pocas perspectivas de producción de cereales durante la temporada de Deyr.
Particularmente en las regiones centrales y en Puntland, las comunidades dependen de los pozos perforados ya que la mayoría de los pozos poco profundos y berkads se han secado.
Los niveles de agua de los ríos Shabelle y Juba son bajos y se espera que disminuyan.

## Situación humanitaria
El 71% de las personas en Somalia vive por debajo del umbral de la pobreza. Se prevé que la cantidad de personas que requieren asistencia aumente en 2022 de 5,9 millones a alrededor de 7,7 millones. Para diciembre de 2021 se espera una situación similar a la sequía somalí de 2017.
A partir de noviembre de 2021;
- 5,9 millones necesitan asistencia humanitaria.
- 3,5 millones de personas se enfrentan a una inseguridad alimentaria aguda.
- 2,9 millones de personas desplazadas.
- 1,2 millones de niños están desnutridos.

## Llamadas de respuesta
En noviembre de 2021, el coordinador humanitario y residente de la ONU para Somalia, Adam Abdelmoula, pidió una acción urgente, ya que las Naciones Unidas advirtieron que la situación podría volverse extrema para abril de 2022.
En noviembre de 2021, el Plan de Respuesta Humanitaria de Somalia para 2021 está financiado en un 66 %.

## Respuesta
El Fondo Humanitario Somalí ha asignado $6 millones y el Fondo de Emergencia de las Naciones Unidas ha asignado $8 millones para los esfuerzos de socorro.